# Sipha glyceriae
Sipha glyceriae är en insektsart som först beskrevs av Johann Heinrich Kaltenbach 1843. Enligt Catalogue of Life ingår Sipha glyceriae i släktet Sipha och familjen långrörsbladlöss, men enligt Dyntaxa är tillhörigheten istället släktet Sipha och familjen borstbladlöss. Enligt den finländska rödlistan är arten sårbar i Finland. Arten är reproducerande i Sverige. Artens livsmiljö är strandängar vid sötvatten. Inga underarter finns listade i Catalogue of Life.